# سفارة تركيا في اليونان
سفارة تركيا في اليونان هي أرفع تمثيل دبلوماسي لدولة تركيا لدى اليونان. تقع السفارة في أثينا وهي تهدف لتعزيز المصالح التركية في اليونان.

## وصلات خارجية
- قائمة سفارات تركيا
- قائمة السفارات في اليونان